# 卢卡·普兰蒂奇
卢卡·普兰蒂奇（1996年10月29日—）生于萨格勒布，是一名克罗地亚男子拳击运动员。他的哥哥Damir同样也是拳击选手。卢卡童年时最初练习空手道，两年后他受哥哥Damir的影响开始练习拳击。他在2018年3月首次参加职业比赛，然而这之后他再回归业余赛场，出战2020东京奥运，直到2022年2月才再重回职业赛场，完成自己的第二场职业比赛。